# Guldkarse
Guldkarse (Rorippa) er en slægt med ca. 75 arter, som er udbredt i hel verden. Det er én-, to- eller flerårige urter, der oftest vokser på våd bund eller i vand. Stænglerne er oprette eller krybende, af og til forgrenede. Grundstillede blade er hele med tandet, bugtet, lappet rand eller finnet til dobbeltfinnet rand. Stængelbladene er hele med tandet, fliget eller finnet rand. Blomsterstanden er mere eller mindre affladet. Blomsterne er regelmæssige og 4-tallige med gule eller mere sjældent: hvide eller lyserøde kronblade. Nogle få arter har blomster, der har reducerede eller manglende kronblade. Frugten er en skulpe af forskellig form med afrundede, lidt ru frø.
| Beskrevne arter |

- Islandsk guldkarse (Rorippa islandica)
- Kærguldkarse (Rorippa palustris)
- Vandpeberrod (Rorippa amphibia)
- Vejguldkarse (Rorippa sylvestris)

| Andre arter |

- Rorippa alpina
- Rorippa austriaca
- Rorippa indica
- Rorippa sinuata
- Rorippa subumbellata
- Rorippa teres

Slægten omfattede tidligere også brøndkarse, som nu har sin egen slægt, Nasturtium.